# Palais Wittelsbach
Le palais Wittelsbach était situé à Munich, à l'angle nord-est de la Brinner Strasse et de la Türkenstraße (de). Aujourd'hui, un bâtiment de la BayernLB est situé à l'endroit de l'ancien palais.

## Histoire
Le bâtiment de briques rouges, avec un extérieur néogothique, est construit comme palais princier de 1843 à 1848 par Friedrich von Gärtner et Johann Moninger pour le prince Maximilien, qui devient plus tard le roi Maximilien II. Après la mort de Gärtner, le palais est achevé par son collègue de travail Carl Klumpp.
De 1848 à 1868, le palais  est le lieu de retraite du roi Louis Ier de Bavière. Plus tard, de 1887 à 1918, il sert en tant que résidence du roi Louis III de Bavière. Début août 1914, au commencement de la Première Guerre mondiale, le monarque s'adresse à la population depuis le balcon du palais Wittelsbach.
En 1919, c'est le lieu de rendez-vous de l'Aktionskommittee (comité d'action) de la République des conseils de Bavière. À partir d'octobre 1933, c'est le quartier général de la Gestapo. Le palais fait également office de prison pour la Gestapo en 1934 et 1935. C'est ici que Sophie Scholl et son frère, Hans Scholl, ont été emprisonnés le 18 février 1943 jusqu'à leur procès le 22 février,.
Les fameux lions, connus sous le nom de "Swapo", ont été sculpté par Johann Halbig (de). Ils se trouvaient devant l'entrée principale du palais. Un des lions est maintenant le mémorial du journaliste Fritz Gerlich, qui est mort au camp de concentration de Dachau, et est situé à l'Académie catholique de Munich (Katholischen Akademie München).